# Samael (gruppo musicale)
I Samael sono un gruppo musicale fondato nel 1987 a Sion, in Svizzera, dai fratelli Michael e Alexandre Locher.
Nati come gruppo black metal, dalla metà degli anni '90 hanno cominciato ad utilizzare tastiere e ad incorporare nel loro sound elementi elettronici, fino ad essere definiti come band industrial metal.

## Storia del gruppo
Le prime demo presentavano un sound lento, tale da poterlo definire come thrash metal in chiave doom, simile a quanto fatto dai Celtic Frost, ma con la voce scream tipica del black metal.
A partire dall'album Ceremony of Opposites (1994), la band ha cominciato ad usare tecniche musicali tipiche dell'industrial, come l'uso di tastiere e di percussioni elettroniche. Risale a questo periodo anche il passaggio dall'etichetta discografica francese Osmose Productions alla Century Media Records.
Con la pubblicazione dell'album Passage, nel 1996, il gruppo ha aumentato la propria notorietà tanto da vedere il video di "Jupiterian Vibe" trasmesso durante il programma di MTV Headbanger's Ball.
Dopo l'uscita di Eternal (1999) il contratto con la Century Media non viene rinnovato. E, dopo che nel 2004 Reign of Light aveva visto la luce per l'etichetta indipendente Galactical Records, la precedente casa discografica nel 2006 pubblica Era One: contenente materiale registrato almeno tre anni prima (riarrangiato e remixato nel 2005) con in allegato un disco dal titolo Lessons in Magic #1, interamente strumentale e curato dal tastierista Alexandre Locher (in arte Xy). Poi, comincia il rapporto con la Nuclear Blast per la quale vengono pubblicati Solar Soul (2007), Above (2009) e, nel 2011, Lux Mundi (dal latino: luce del mondo). Successivamente, dopo alcuni cambi di formazione e a sei anni di distanza, la Napalm Records si occupa della distribuzione del decimo album in studio: Hegemony.

## Formazione

### Formazione attuale
- Michael "Vorph" Locher – voce, chitarra (1987-presente)
- Alexandre "Xy" Locher – batteria, percussioni, drum machine, tastiere, programmatore, campionatore (1988-presente)
- Thomas "Drop" Betrisey – basso (2015-2018), chitarra (2018-presente)
- Pierre "Zorrac" Carroz – basso (2018-presente)

### Ex componenti
- Pat Charvet (Pat de Novaré de Navarre) – batteria (1987-1988)
- Rodolphe H. – tastiere (1993-1996)
- Frederic "Kaos" Minuti – chitarra (1996-2002)
- Christophe "Mas" Mermod – basso (1991-2015)
- Marco "Mak" Rivao – chitarra (2002-2018)

### Ex turnisti
- Thomas "Drop" Betrisey – basso (2014)

## Discografia

### Album in studio
- 1991 - Worship Him
- 1992 - Blood Ritual
- 1994 - Ceremony of Opposites
- 1996 - Passage
- 1999 - Eternal
- 2004 - Reign of Light
- 2007 - Solar Soul
- 2009 - Above
- 2011 - Lux Mundi
- 2017 - Hegemony

### EP
- 1988 - Medieval Prophecy
- 1995 - Rebellion
- 1998 - Exodus
- 2004 - Telepath
- 2005 - On Earth
- 2010 - Antigod

### Compilation
- 1995 - 1987-1992
- 2006 - Era One
- 2008 - Medieval Prophecy

### Raccolte
- 2007 - Aeonics - An Anthology

### Box-Set
- 2003 - Since the Creation... (Vinili)
- 2010 - A Decade in Hell (CD)
- 2015 - Original Album Collection (CD)
- 2015 - Worship Him/Blood Ritual/Ceremony of Opposites (Cassette)

### Singoli
- 1993 - After the Sepulture
- 2007 - Valkyries New Ride
- 2009 - Illumination
- 2017 - Angel of Wrath
- 2017 - Red Planet
- 2017 - Black Supremacy

### Demo
- 1987 - Into the Infernal Storm of Evil
- 1988 - Macabre Operetta
- 1989 - Recordings '88-'89
- 1989 - From Dark to Black

## Videografia
- 2003 - Black Trip